# Răstoci

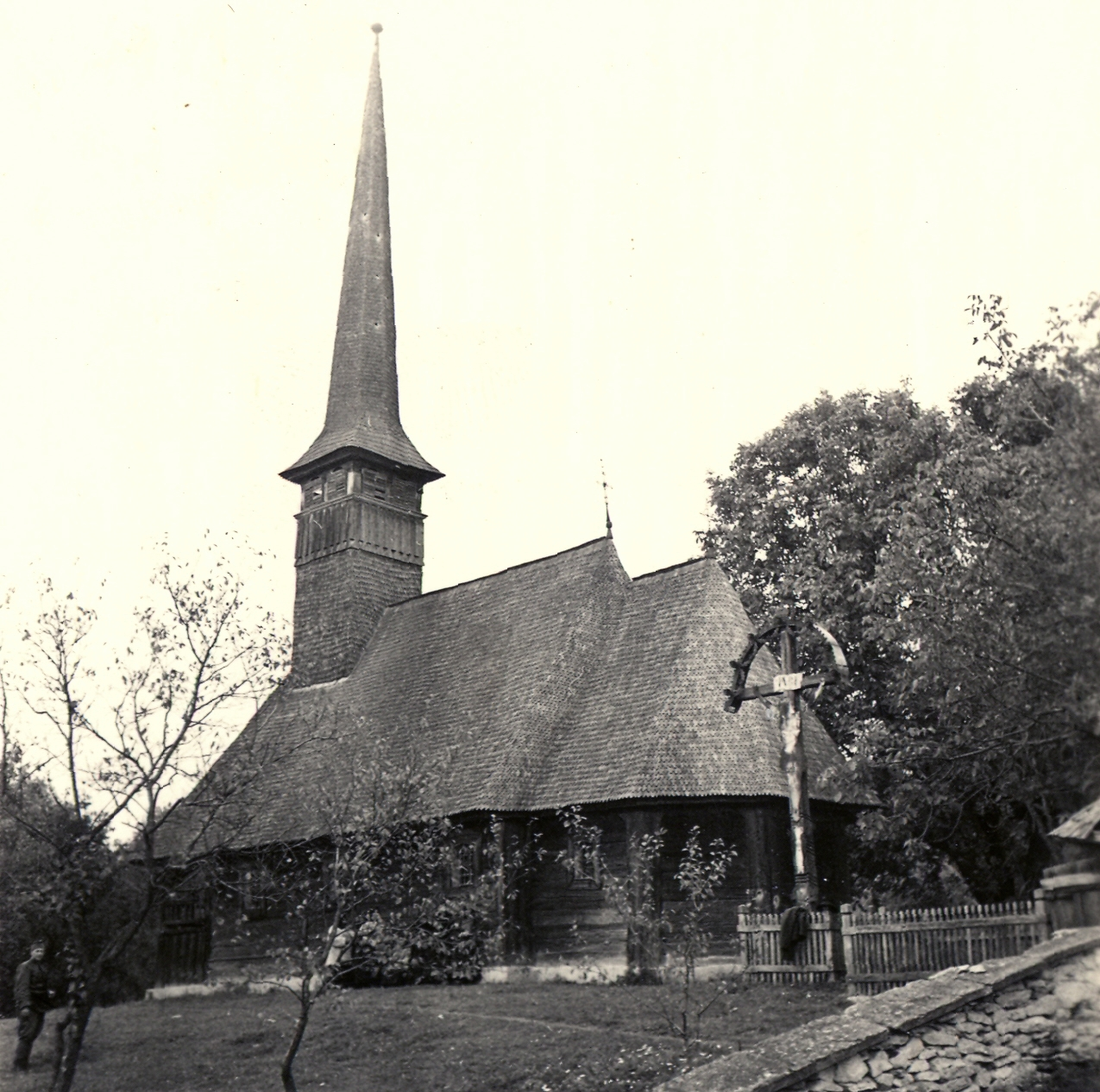
Holzkirche in Răstoci (1940)

Răstoci (ungarisch Hosszúrév) ist ein rumänisches Dorf im zu Siebenbürgen gehörigen Teil des Kreises Sălaj.
Es liegt am Nordufer des Flusses Someș an der Nationalstraße 1H von Baia Mare nach Cluj-Napoca. Durch den Ort führt die Bahnlinie Dej–Zalău.